# Сержіо Бріо
Сержіо Бріо (італ. Sergio Brio, нар. 19 серпня 1956, Лечче) — італійський футболіст, що грав на позиції захисника. По завершенні ігрової кар'єри — футбольний тренер.
Виступав, зокрема, за клуб «Ювентус», а також олімпійську збірну Італії.
Чотириразовий чемпіон Італії. Триразовий володар Кубка Італії. Володар Міжконтинентального кубка. Володар Кубка чемпіонів УЄФА, Кубка Кубків УЄФА, Суперкубка УЄФА, Кубка УЄФА.

## Клубна кар'єра
Народився 19 серпня 1956 року в місті Лечче. Вихованець футбольної школи клубу «Лечче». Дорослу футбольну кар'єру розпочав 1973 року в основній команді того ж клубу, в якій провів один сезон, взявши участь лише у 1 матчі чемпіонату.
Згодом з 1974 по 1978 рік грав у складі команд клубів «Ювентус» та «Пістоєзе».
У 1978 році повернувся до клубу «Ювентус», за який відіграв 12 сезонів. Більшість часу, проведеного у складі «Ювентуса», був основним гравцем захисту команди. За цей час чотири рази виборював титул чемпіона Італії, ставав володарем Кубка Італії (тричі), володарем Міжконтинентального кубка. Також у складі туринського клубу сатв волдарем усіх чотирьох основних європейських футбольних кубків: Кубка чемпіонів УЄФА, Кубка Кубків УЄФА, Суперкубка УЄФА та Кубка УЄФА. Завершив професійну кар'єру футболіста виступами за команду «Ювентус» у 1990 році.

## Виступи за збірну
Грав у складі олімпійської збірної Італії.

## Кар'єра тренера
Розпочав тренерську кар'єру невдовзі по завершенні кар'єри гравця, 1991 року, увійшовши до тренерського штабу клубу «Ювентус». В подальшому входив до тренерського штабу клубу «Кальярі».
Наразі останнім місцем тренерської роботи був бельгійський «Монс», команду якого Сержіо Бріо очолював як головний тренер до 2004 року.

## Титули і досягнення
- Чемпіон Італії (4):

«Ювентус»: 1980–81, 1981–82, 1983–84, 1985–86
- Володар Кубка Італії (3):

«Ювентус»: 1978–79, 1982–83, 1989–90
- Володар Міжконтинентального кубка (1):

«Ювентус»: 1985
- Володар Кубка чемпіонів УЄФА (1):

«Ювентус»: 1984–85
- Володар Кубка Кубків УЄФА (1):

«Ювентус»: 1983–84
- Володар Суперкубка УЄФА (1):

«Ювентус»: 1984
- Володар Кубка УЄФА (1):

«Ювентус»: 1989–90